# Броттероде-Трузеталь
Броттероде-Трузеталь (нім. Brotterode-Trusetal) — місто в Німеччині, розташоване в землі Тюрингія. Входить до складу району Шмалькальден-Майнінген.
Площа — 49,69 км2. Населення становить 5810 ос. (станом на 31 грудня 2021).